# Acanthodelta traversii
Acanthodelta traversii är en fjärilsart som beskrevs av Richard William Fereday 1877. Acanthodelta traversii ingår i släktet Acanthodelta och familjen nattflyn. Inga underarter finns listade i Catalogue of Life.